# Paysandú (departement)
Paysandú er et af de 19 departementer i Uruguay. Departementet har et areal på 13.922 kvadratkilometer og et indbyggertal (pr. 2004) på 113.244.
Paysandú-departementets hovedstad er byen Paysandú.
32°03′55″S 57°19′38″V / 32.0653°S 57.3272°V